# 苏丹共产党
苏丹共产党（阿拉伯语：‎，羅馬化：Al-Hizb al-Shuyui al-Sudani），简称苏丹共（CPS），是苏丹的一个共产主义政党。

## 历史
该党成立于1946年，初名苏丹民族解放运动；1956年，改用现名。在苏丹独立初期，该党是苏丹政治的重要力量之一，并且是阿拉伯世界两个最具影响力的共产党之一，另一个是伊拉克共产党。该党在1964年10月革命中参与推翻了易卜拉欣·阿布德领导的军政府，随后加入过渡政府。1971年，亲苏丹共产党的左翼军官哈希姆·阿塔少校擅自发动军事政变，试图推翻加法尔·尼迈里总统，以失败告终。政变结束后，尼迈里政权对该党展开大规模镇压。该党的主要领导人阿卜杜勒·哈利克·马赫贾布、约瑟夫·加朗、阿尔沙菲·艾哈迈德·艾尔希赫、巴布基尔·埃尔努尔以及哈希姆·阿塔都被处决，该党也被取缔。1985年，尼迈里政权被推翻后，该党恢复公开活动。该党反对奥马尔·巴希尔上校发动的1989年政变及随后的25年统治。该党也反对阿卜杜勒·法塔赫·布尔汉领导的过渡军事委员会及其在2019年政变后实行的措施。